# Středový nerv
Středový nerv (latinsky nervus medianus) je u člověka jeden z hlavních nervů pažní pleteně (plexus brachialis). Pochází z přístřední a bočního kořene (radix medialis a lateralis), které se oddělují z bočního a přístředního svazku (fasciculus lateralis a medialis). Ty jsou zásobeny z míšních segmentů C5-T1. Má nastarost funkci většiny svalů z přední skupiny předloktí a některé ze svalů ruky (motorická funkce). Dále zpostředková cit v části ruky (senzitivní funkce). Během svého průběhu prochází karpálním tunelem a pronatorvým kanálem, kde může docházet k jeho útlaku a může vznikat obrna středového nervu, která se nejčastěji prezentuje jako syndrom karpálního tunelu.

## Průběh středového nervu
Na paži probíhá středový nerv vedle pažní tepny (arteria brachialis) v přístřední pažní svalové přepážce (septum intermusculare brachii mediale) do loketní krajiny (regio cubiti). Na předloktí se nachází mezi povrchovým a hlubokým ohýbačem prstů (musculus flexor digitorum superficialis a profundus) a následně zde vybíhá mezi šlachami povrchového ohýbače prstů a dlouhým dlaňovým svalem (musculus palmaris longus). Dále pokračuje pod zápěstním poutkem ohýbačů (retinaculum musculorum flexorum) do karpálního tunelu a do středního dlaňového prostoru, kde se rozděluje na své koncové větve